# Trillium vaseyi
Trillium vaseyi е вид многогодишно растение от семейство Melanthiaceae. Видът е незастрашен от изчезване.

## Разпространение
Видът е разпространен в югоизточната част на Съединените щати, предимно в южната част на Апалачийските планини, но има и няколко популации, които се срещат по на юг.